# 香取市立竟成小学校
香取市立竟成小学校（かとりしりつ きょうせいしょうがっこう）は、千葉県香取市観音にある市立小学校。

## 概要
香取市の大崎、大根、長山、観音、与倉、鳥羽の旧香西村の北部を学区とする。小学校の敷地は以前大崎にあったが、崖崩れにより校舎が被害を受けたことや校庭も手狭であったことから、現在地に移転した。創立記念日は5月31日、校名が現在の名称になった日である。

## 沿革
- 1875年（明治8年）8月 - 大崎、大根、長山、観音、与倉の5村連合により54番学区公立大崎小学校を妙性寺を仮校舎として開校。
- 1898年（明治31年）6月 - 大崎字ヘリメに校舎を建てたが、大根、長山からの距離が遠いことから大根に分教場を設置。
- 1902年（明治35年）3月 - 大根学区は大根に校舎を建て大根（おおね）小学校とした。
- 1913年（大正2年）5月31日 - 両小学校を合併し県知事の命名により竟成小学校とした。
- 1916年（大正5年）7月 - 現大崎運動広場の位置に校舎を移転。
- 1941年（昭和16年） - 学校令の改正により竟成国民学校に改称。
- 1947年（昭和22年） - 6･3制の実施により竟成小学校と改称。
- 1975年（昭和50年）7月27日 - 集中豪雨による崖崩れにより第1校舎に被害。
- 1982年（昭和57年） - 観音の現敷地に新校舎完成。